# Ембриология
Ембриологията е наука, изучаваща възникването и развитието на човешкия зародиш по време на неговото вътреутробно развитие. Ембриологията е наука пряко свързана с цитологията и хистологията. Разглежда и обяснява различни феномени в областта на развитието на човешкото тяло. Неделима част от нея е тератологията.

## Класификация
Ембриологията се разделя на обща, специална и патологична (тератология).

### Обща ембриология
Занимава се с началното развитие на човека: оплождане, бластогенеза, имплантация, зародишеви обвивки и плацентата, както и началните фази на развитие и факторите, които могат да повлияят това развитие.

### Специална ембриология
Занимава се с развитието на отделните системи.